# Nicholas Pert
Nicholas Pert, noto anche come Nick Pert (Ipswich, 22 gennaio 1981), è uno scacchista britannico.
Ha ottenuto il titolo di Maestro internazionale nel 2001 e di Grande maestro nel 2004.

## Principali risultati
Nel 1998 ha vinto a Oropesa del Mar il campionato del mondo giovanile U18.  
Nel 2021 ha vinto il campionato britannico a Kingston upon Hull.
Con la nazionale inglese ha partecipato alle olimpiadi degli scacchi di Torino 2006 e  Istanbul 2012, ottenendo complessivamente il 64,3% dei punti.
Ha partecipato a 18 edizioni del campionato britannico a squadre (Four Nations Chess League); ha vinto tre campionati con il club di Guildford (2006/07, 2007/08 e 2014/15) e due campionati con il club Wood Green Hilsmark Kingfisher (2009/10 e 2011/12).
Nel dicembre 2015 ha partecipato a Londra al British Knockout Championship (svolto con il sistema dell'eliminazione diretta); nei quarti di finale ha eliminato Jonathan Hawkins e nelle semifinali Luke McShane, poi ha perso 4-6 nella finale contro David Howell. 
Ha ottenuto il suo più alto rating FIDE in gennaio 2016, con 2574 punti Elo.